# 馬薩瓜
馬薩瓜（西班牙語：Masagua），是危地馬拉的城鎮，位於該國南部，由埃斯昆特拉省負責管轄，面積448平方公里，海拔高度107米，2002年人口32,245，人口密度每平方公里71.98人。
14°12′N 90°51′W / 14.200°N 90.850°W